# Valutamarkt
De valutamarkt of forex (foreign exchange) is de internationale markt waarop valuta's onderling verhandeld worden. Winsten worden op deze markt behaald door het gebruikmaken van koersverschillen: men koopt een valuta en door middel van analyses en strategieën voorspelt men dat de relatieve waarde daarvan stijgt of daalt ten opzichte van andere valuta's.
In april 2016 bedroeg de gemiddelde dagelijkse omzet ruim 5,1 biljoen dollar; daarmee is de forexmarkt de grootste financiële markt in de wereld. De forexmarkt is gefocust op vier steden, Londen, Tokio, New York en Sydney. Er bestaat geen fysieke "forexbeurs" zoals we die kennen in de aandelenhandel; alle handel vindt uitsluitend digitaal plaats. Er wordt 24 uur per dag gehandeld van zondagavond ongeveer 23.00 uur (bij de opening van de beurs van Sydney) tot vrijdagavond ongeveer 23.00 uur (nadat de handel in New York gesloten is).

## Majors en valutaparen
De valuta die worden verhandeld waarin de USD de base of quote valuta is, worden aangeduid als ‘majors’. Deze majors zijn verantwoordelijk voor ruim 85% van de dagelijkse transacties op de Forexmarkt. Minor valutaparen zijn doorgaans de hieronder opgesomde valuta's die niet direct verhandeld worden met de USD, zoals GBP/CHF.
De zeven meest verhandelde valuta zijn als volgt:
- USD – Amerikaanse dollar
- AUD – Australische dollar
- GBP – Britse pond
- CAD – Canadese dollar
- EUR – Euro
- JPY – Japanse Yen
- CHF – Zwitserse frank

De handel van buitenlandse valuta vindt altijd plaats in paren. Hierbij geldt dat de eerste valuta de ‘basisvaluta’ (of 'base currency’) vormt en de tweede valuta de ‘tegenvaluta’ (ook wel 'counter' of 'quote').
De koers waartegen GBP/USD wordt verhandeld, geeft het aantal Amerikaanse dollars weer dat met één pond kan worden gekocht, bijvoorbeeld (base) 1.00 GBP = (quote) USD 1.32462. Er zijn zes belangrijke valutaparen te onderscheiden: AUD/USD, EUR/USD, GBP/USD, USD/CAD, USD/CHF en USD/JPY.

## Spread
De handel in valuta kent een bied- en een vraagprijs. De biedprijs is de prijs waarvoor een bepaalde valuta verkocht kan worden terwijl de vraagprijs (ook wel ‘laatprijs’) de prijs is waarvoor een bepaalde valuta gekocht kan worden. De zogenaamde ‘spread’ wordt gevormd door het verschil tussen de bied- en laatprijs.
De fluctuaties van een valutapaar worden weergegeven in zogenoemde ‘Pips’ (Percentage in Point). Eén Pip staat voor een koersverschil van .0001 of .01, afhankelijk van het valutapaar dat wordt verhandeld. Bij paren met JPY als 'quote currency’ staat één Pip voor .01, bij alle overige (gangbare) paren voor .0001.
Tot voor een aantal jaren geleden was één Pip de geringste fluctuatie / beweging van de koers waarop bij Forexbrokers gehandeld kon worden. Vandaag de dag bedraagt bij vrijwel alle Forexbrokers de minimale fluctuatie .00001 of .001 (JPY paren). Deze hedendaagse minimale koersfluctuatie wordt een "Pipette" genoemd: 1/10 van een Pip.

## Werking
In het geval van het valutapaar GBP/USD kan de Forexmarkt zich als volgt bewegen:
Als een handelaar verwacht dat de bank en/of Amerika de waarde van de Amerikaanse dollar in relatie tot het Britse pond wil verlagen, zal de handelaar GBP/USD laten (ofwel: GBP vragen/USD aanbieden).
Wanneer de handelaar verwacht dat het vertrouwen van Amerikaanse investeerders in de Britse economie zal afnemen en dat ze geld uit Groot-Brittannië gaan terugtrekken, dan zal de handelaar GBP/USD bieden (met andere woorden: GBP aanbieden/USD vragen).

## Forexbrokers
De aanbieders van online Forex-handelsplatforms worden Forexbrokers genoemd. Een broker verleent toegang tot de Forexmarkt. De broker doet de werkelijke aankoop en verkoop van de valuta waartoe de handelaar opdracht geeft. Als gevolg van de gestegen populariteit van de Forexmarkt is er sprake van een heuse wildgroei van Forexbrokers. De hierdoor toegenomen concurrentie heeft onder andere als gevolg dat er betere spreads worden aangeboden. De keerzijde van de gestegen populariteit van de Forexmarkt is de toename van het aantal malafide Forexbrokers. Met name de kleinere brokers in de markt hebben de naam niet allemaal eerlijk te handelen, hoewel dit is afgenomen doordat financiële autoriteiten tegenwoordig actief de brokers controleren.

## Hefbomen
Bij het handelen in Forex is het gebruikelijk om gebruik te maken van een hefboom. De hefboom houdt in dat de broker in werkelijkheid voor een veelvoud van het bedrag dat de handelaar inlegt valutaparen koopt. Door deze hefboomwerking kan de handelaar snel veel geld verdienen, maar ook snel veel geld verliezen. Met name de mogelijkheid tot het handelen met hoge hefbomen (100:1 of 400:1) maken de Forexhandel riskant, in het bijzonder voor handelaren met weinig ervaring.

## Robots
Robots, genoemd Expert Advisors (EA) pretenderen automatisch en profijtelijk te handelen op de Forex. Op internet worden honderden robots aangeboden, en volgens beoordelingssites werken sommige wel, sommige niet. Het al dan niet profijtelijk werken van de robot is echter afhankelijk van instellingen, valutapaar, broker en marktgedrag.

## Copy-trading
Een opkomende vorm van traden is copytraden. Hierbij kopieert men letterlijk 1 op 1 de trades die andere beleggers doen. Met behulp van software is alles te volgen wat de trader doet. Daarnaast is het mogelijk om in te grijpen, trades te wijzigen en bijvoorbeeld ook instellen wanneer men verlies of winst wil nemen. Dit zal overigens niet nodig zijn wanneer men goede traders kopieert. Hierdoor kan men wel de vruchten plukken van het forex traden, zonder er veel ervaring of kennis van te hebben. Bij diverse aanbieders is het mogelijk om meerdere traders te kopiëren waardoor er veel te verdienen (en te verliezen) is.  